# Stazione di Massalombarda
La stazione di Massalombarda è una stazione ferroviaria sulla linea Faenza-Lavezzola a servizio del comune di Massa Lombarda.
Fino al 1944 la stazione era affiancata dalla stazione SAF, capolinea della ferrovia per Imola e Fontanelice.
La gestione degli impianti è affidata a Rete Ferroviaria Italiana (RFI) azienda appartenente al gruppo Ferrovie dello Stato.

## Struttura ed impianti
Il fabbricato viaggiatori è una struttura in muratura, su due livelli, di cui solo parte del piano terra è accessibile ai viaggiatori. La struttura si compone di tre corpi: uno centrale a due piani (dove sono ospiti i servizi per i viaggiatori) e due, più piccoli e ad un solo livello, ai lati; il fabbricato centrale si compone di cinque archi su tutte e due livelli i corpi laterali si compongono di solo un arco.
Accanto al fabbricato viaggiatori è presente un piccolo giardinetto dove al suo interno c'è un piccolo edificio ad un solo piano che ospitava i servizi igienici. Oggi  sono chiusi: la stazione infatti non ha più personale ed è telecomandata dal 1º gennaio 1994 da Lugo e Lavezzola. Vi era anche uno scalo merci con annesso magazzino: oggi lo scalo è stato smantellato mentre il magazzino, pur essendo abbandonato, risulta in buone condizioni.
Il piazzale si compone di quattro binari, di cui però solo uno viene utilizzato. Gli altri, usati in passato quando il traffico ferroviario era più intenso, risultano oggi coperti dalla vegetazione o interrotti.
Tutti i binari (ad eccezione del quarto) sono serviti da banchine collegate fra loro da una passerella in cemento; quella del binario uno è l'unica coperta da una pensilina.

## Movimento
La stazione è servita da treni regionali svolti da Trenitalia Tper nell'ambito del contratto di servizio stipulato con la regione Emilia-Romagna.
Dal 2 maggio 2011, molti dei convogli che servivano questa linea ferroviaria sono stati soppressi in via permanente e sostituiti con bus, a causa dei tagli al trasporto pubblico locale.
Al 2022, il traffico passeggeri comprende due coppie di treni al giorno.
A novembre 2019, la stazione risultava frequentata da un traffico giornaliero medio di circa 80 persone (49 saliti + 31 discesi).

## Servizi
La stazione è classificata da RFI nella categoria bronze.
La stazione dispone di:
- Capolinea autobus TPER
- Sala di attesa
- Bar D.L.F.
- Servizi igienici
- Fermata autoservizi sostitutivi